# Томиці (Вроцлавський повіт)
Томиці (пол. Tomice) — село в Польщі, у гміні Йорданув-Шльонський Вроцлавського повіту Нижньосілезького воєводства.
Населення — 128 осіб (2011).
У 1975-1998 роках село належало до Вроцлавського воєводства.

## Демографія
Демографічна структура станом на 31 березня 2011 року:
|          | Загалом | Допрацездатний вік | Працездатний вік | Постпрацездатний вік |
| -------- | ------- | ------------------ | ---------------- | -------------------- |
| Чоловіки | 64      | 11                 | 51               | 2                    |
| Жінки    | 64      | 12                 | 42               | 10                   |
| Разом    | 128     | 23                 | 93               | 12                   |